# Grand Prix Monaka 1970
Grand Prix Monaka 1970 (oficiálně XXVIII Grand Prix de Monaco) se jela na okruhu Circuit de Monaco v Monte Carlu v Monaku dne 10. května 1970. Závod byl třetím v pořadí v sezóně 1970 šampionátu Formule 1.

## Závod
| Poř.   | No. | Jezdec               | Konstruktér        | Počet kol | Čas/Odstoupení    | Pořadí na startu | Body |
| ------ | --- | -------------------- | ------------------ | --------- | ----------------- | ---------------- | ---- |
| 1      | 3   | Jochen Rindt         | Lotus-Ford         | 80        | 1:54:37.4         | 8                | 9    |
| 2      | 5   | Jack Brabham         | Brabham-Ford       | 80        | + 23.1            | 4                | 6    |
| 3      | 9   | Henri Pescarolo      | Matra              | 80        | + 51.4            | 7                | 4    |
| 4      | 11  | Denny Hulme          | McLaren-Ford       | 80        | + 1:28.3          | 3                | 3    |
| 5      | 1   | Graham Hill          | Lotus-Ford         | 79        | + 1 kolo          | 16               | 2    |
| 6      | 17  | Pedro Rodríguez      | BRM                | 78        | + 2 kola          | 15               | 1    |
| 7      | 23  | Ronnie Peterson      | March-Ford         | 78        | + 2 kola          | 12               |      |
| 8      | 19  | Jo Siffert           | March-Ford         | 76        | Nedostatek paliva | 11               |      |
| Ret    | 28  | Chris Amon           | March-Ford         | 60        | Zavěšení          | 2                |      |
| NC     | 24  | Piers Courage        | De Tomaso-Ford     | 58        | + 22 kol          | 9                |      |
| Ret    | 21  | Jackie Stewart       | March-Ford         | 57        | Motor             | 1                |      |
| Ret    | 16  | Jackie Oliver        | BRM                | 42        | Motor             | 14               |      |
| Ret    | 8   | Jean-Pierre Beltoise | Matra              | 21        | Diferenciál       | 6                |      |
| Ret    | 12  | Bruce McLaren        | McLaren-Ford       | 19        | Zavěšení          | 10               |      |
| Ret    | 14  | John Surtees         | McLaren-Ford       | 14        | Tlak oleje        | 13               |      |
| Ret    | 26  | Jacky Ickx           | Ferrari            | 11        | Hřídel            | 5                |      |
| DNQ    | 10  | Andrea de Adamich    | McLaren-Alfa Romeo |           |                   |                  |      |
| DNQ    | 6   | Rolf Stommelen       | Brabham-Ford       |           |                   |                  |      |
| DNQ    | 15  | George Eaton         | BRM                |           |                   |                  |      |
| DNQ    | 2   | John Miles           | Lotus-Ford         |           |                   |                  |      |
| DNQ    | 20  | Johnny Servoz-Gavin  | March-Ford         |           |                   |                  |      |
| Zdroj: |     |                      |                    |           |                   |                  |      |

## Průběžné pořadí po závodě
Pohár jezdců
|        | Pořadí | Jezdec         | Body |
| ------ | ------ | -------------- | ---- |
| 1      | 1      | Jack Brabham   | 15   |
| 1      | 2      | Jackie Stewart | 13   |
| 13     | 3      | Jochen Rindt   | 9    |
| 1      | 4      | Denny Hulme    | 9    |
| 1      | 5      | Bruce McLaren  | 6    |
| Zdroj: |        |                |      |

Pohár konstruktérů
|        | Pořadí | Konstruktér  | Body |
| ------ | ------ | ------------ | ---- |
| 2      | 1      | Brabham-Ford | 15   |
|        | 2      | McLaren-Ford | 15   |
| 1      | 3      | Lotus-Ford   | 14   |
| 3      | 4      | March-Ford   | 13   |
|        | 5      | Matra        | 7    |
| Zdroj: |        |              |      |